# Heart of Midlothian
Der Heart of Midlothian Football Club, allgemein bekannt als Hearts, ist ein schottischer Fußballverein aus Edinburgh, der in der erstklassigen Scottish Premiership spielt. Die Heimspiele werden im Tynecastle Park ausgetragen.

## Geschichte
Die Hearts, wie sie allgemein abgekürzt werden, wurden 1874 gegründet. Als Namensgeber diente vermutlich der Tanzsaal The Heart of Midlothian Dancing Club, in dem sich die Gründer des Vereins damals regelmäßig trafen. Der Name des Tanzsaals leitete sich wiederum von Sir Walter Scotts Roman The Heart of Midlothian ab, der nach einem bereits im Jahr 1817 abgerissenen Gefängnis benannt war, das auch als öffentliche Hinrichtungsstätte diente. Das heutige Vereinswappen der Hearts ist dem herzförmigen Mosaik nachempfunden, das in der Edinburgher Altstadt an der Stelle, an der sich einst der Eingang des Gefängnisses befand, zur Erinnerung an die historische Stätte in das Kopfsteinpflaster eingearbeitet ist.
Die größten Erfolge feierte der Verein in der Anfangszeit des schottischen Fußballs zum Ende des 19. und zu Beginn des 20. Jahrhunderts, als zwei Meisterschaften und vier Pokalsiege gefeiert wurden. In den 1950er- und 1960er-Jahren folgten zwei weitere und bis zur heutigen Zeit die letzten Meistertitel. Die Hearts gewannen achtmal den Scottish Cup, zuletzt 2012, und viermal den schottischen Ligapokal. Mit dem Start der Saison 2007/08 wurden vom Vorstand Anatoly Korobochka und Stephen Frail als neue Manager vorgestellt. Nach vier sieglosen Spielen zu Beginn machte die Presse den Vorstand für den schlechten Start verantwortlich. Nicht nur die Resultate waren ein Problem; Korobochka sprach kein Wort Englisch, deswegen musste ein Übersetzer verpflichtet werden, um die Verständigung zu sichern. Nach fünf Niederlagen in Folge verkündete Romanov am 31. Dezember 2007, einen neuen Manager mit Erfahrung im schottischen Fußball verpflichten zu wollen. Weitere sportliche Enttäuschungen folgten; nach dem Ausscheiden in der 4. Runde des Scottish Cup gegen Motherwell schied die Mannschaft auch im Halbfinale des CIS Insurance Cups gegen die Glasgow Rangers aus. Mit zwei Punkten Rückstand wurde die Finalrunde verpasst, so dass die Hearts die Abstiegsrunde absolvieren mussten, ohne allerdings selbst in Abstiegsgefahr zu sein.
In der Folge wurden Vladimir Weiss und Lothar Matthäus als Kandidaten für den Managerposten gehandelt. Beide sagten jedoch ab. Daraufhin wurde am 11. Juli 2008 Csaba László als neuer Manager der Hearts vorgestellt. Der vormalige Nationaltrainer Ugandas unterschrieb in Edinburgh einen Dreijahresvertrag. Nach einer missglückten Saisonvorbereitung (2 Siege, 5 Niederlagen) wurde der neue Mittelfeldspieler David Obua verpflichtet und die Hearts konnten das erste Ligaspiel unter dem neuen Trainer mit 3:2 zuhause gegen Motherwell gewinnen. Das Siegtor schoss Saulius Mikoliūnas in der 82. Minute. Unter Csaba László gelang zwischenzeitlich eine Serie von fünf Siegen in Folge, wobei unter anderem auch der Rekordmeister Glasgow Rangers mit 2:1 besiegt wurde. Erst ein 0:1 in Aberdeen markierte die erste Niederlage nach weiteren ungeschlagenen Spielen. Mit dem 2:0-Sieg auswärts gegen den Lokalrivalen Hibernian Edinburgh in der 4. Runde des Scottish FA Cup war man dann endgültig zurück in der Erfolgsspur. In den folgenden Monaten wurde der anvisierte dritte Platz erobert und gegen die Rivalen FC Aberdeen und Dundee United erfolgreich verteidigt. Am 16. Mai schlug man Dundee United im entscheidenden Spiel mit 3:0 im heimischen Tynecastle Park und sicherte damit in der Saison 2008/09 den dritten Rang und den Startplatz in der Playoffrunde der neugeschaffenen UEFA Europa League. 2012 gewannen die Hearts den schottischen Pokal gegen ihren Stadtrivalen Hibernian Edinburgh deutlich mit 5:1. Es war das erste Mal seit dem Jahre 1895/96, dass die beiden Klubs aus der schottischen Hauptstadt im Endspiel gegeneinander spielten.
Nach dem Konkurs der Ukio Bankas und UBIG Holding, über die der russisch-litauische Unternehmer Wladimir Romanow – der Vater des Präsidenten Roman Romanow – Besitzer des Klubs war, kam der Verein im Jahr 2013 in große finanzielle Schwierigkeiten. Es bestanden Schulden in Höhe von 29 Millionen Euro, Gehälter und Steuerschulden konnten nicht mehr bezahlt werden, ein Insolvenzverwalter wurde eingesetzt. Roman Romanow wurde wegen Veruntreuung von Finanzmitteln von den litauischen Strafverfolgungsbehörden gesucht. Dem Verein wurden für die Saison 2013/14 15 Punkte abgezogen.
Wegen des 15-Punkte-Abzugs war der Klassenerhalt in der höchsten schottischen Liga unerreichbar, und die Hearts stiegen als Tabellenletzter ab. In der zweithöchsten schottischen Liga konnte jedoch eine neue Mannschaft gebildet werden, die wegen Geldmangels aus vielen Eigengewächsen bestand. Sie schafften den sofortigen Wiederaufstieg und gewannen die Meisterschaft deutlich mit 21 Punkten Vorsprung vor dem Stadtrivalen Hibernian Edinburgh und den drittplatzierten Glasgow Rangers. Ein besonderes Highlight war hierbei ein 10:0-Heimsieg gegen Schlusslicht FC Cowdenbeath. Es wechselte auch die Präsidentschaft, die Ära der Romanow ging mit dem Abstieg des Klubs in die zweite Liga zu Ende.
Bis zur Saison 2019/20 waren die Hearts stets unter den Top 6 geblieben. In ebenjener Saison 2019/20 belegten die Hearts erneut den letzten Platz und stiegen wieder in die Championship ab. Daran schuld waren teilweise auch die COVID-19-Pandemie, da im Zuge derer die letzten drei Spiele abgesagt wurden. Die Hearts hatten damit bei vier Punkten Rückstand auf Hamilton Academical keine Chance mehr auf den Klassenerhalt. Nebenbei standen die Hearts im Finale des Scottish FA Cup, in dem man gegen Celtic Glasgow ein 3:3-Unentschieden herausholte, aber am Ende im Elfmeterschießen verlor.
In der Saison 2020/21 gelangen den Hearts mit 57 Punkten erneut der erste Platz und damit der direkte Wiederaufstieg. Auch diese Saison wurde aufgrund der COVID-19-Pandemie gekürzt, von den eigentlich 36 Spielen wurden nur 27 ausgetragen. In der darauffolgenden Saison 2021/22 fanden die Hearts zu alter Stärke zurück. Man belegte Platz 3 und kam erneut bis ins Pokalfinale. Diesmal scheiterte man mit 0:2 an den Glasgow Rangers.
In der Saison 2022/23 nahmen die Hearts am Europapokal teil. Das Europa-League-Playoff ging zwar gegen den FC Zürich verloren, aber zumindest der Teilnahme an der UEFA Europa Conference League stand nichts im Weg. In der Gruppenphase belegte man hinter Istanbul Başakşehir und der AC Florenz, aber noch vor RFS den dritten Platz. In der Premiership erreichte man Platz 4.
In der Saison 2023/24 nahmen die Hearts an der Qualifikation zur Conference League teil. Nachdem man sich knapp gegen Rosenborg Trondheim durchsetzte, verlor man das Playoff gegen PAOK Thessaloniki.
In der Saison 2024/25 spielten die Hearts in der Conference League. Hier trafen sie unter anderem am 7. November 2024 auf den deutschen Teilnehmer 1. FC Heidenheim, das der Bundesligist in Edinburgh mit 2:0 für sich entschied.

## Erfolge
- Schottische Meisterschaft
  - Meister: 1895, 1897, 1958, 1960
- Scottish Championship (2. Liga)
  - Meister: 2015, 2021
- Schottischer Pokalsieger
  - Sieger: 1891, 1896, 1901, 1906, 1956, 1998, 2006, 2012
  - Finalist: 1903, 1907, 1968, 1976, 1986, 1996, 2019, 2020, 2022
- Schottischer Ligapokal
  - Sieger: 1955, 1959, 1960, 1963
  - Finalist: 1962, 1997, 2013

## Aktueller Kader – Saison 2025/26
Stand: 5. August 2025
| Nr. |                              | Position | Name                   |
| --- | ---------------------------- | -------- | ---------------------- |
| 1   | Schottland                   | TW       | Craig Gordon           |
| 2   | England                      | AB       | Frankie Kent           |
| 3   | Schottland                   | AB       | Stephen Kingsley       |
| 4   | Schottland                   | AB       | Craig Halkett          |
| 5   | Schottland                   | AB       | Jamie McCart           |
| 6   | Kongo Demokratische Republik | MF       | Beni Baningime         |
| 7   | Belgien                      | ST       | Elton Kabangu          |
| 8   | Australien                   | MF       | Calem Nieuwenhof       |
| 9   | Schottland                   | ST       | Lawrence Shankland     |
| 10  | Portugal                     | ST       | Cláudio Braga          |
| 12  | Norwegen                     | AB       | Christian Borchgrevink |
| 14  | Australien                   | MF       | Cameron Devlin         |
| 15  | Osterreich                   | AB       | Michael Steinwender    |
| 16  | Schottland                   | MF       | Blair Spittal          |
| 17  | Schottland                   | MF       | Alan Forrest           |

| Nr. |              | Position | Name                 |
| --- | ------------ | -------- | -------------------- |
| 18  | Schottland   | AB       | Harry Milne          |
| 19  | Schottland   | AB       | Stuart Findlay       |
| 20  | England      | MF       | Yan Dhanda           |
| 21  | Schottland   | ST       | James Wilson         |
| 22  | Island       | MF       | Tómas Bent Magnússon |
| 24  | Schottland   | MF       | Finlay Pollock       |
| 27  | Norwegen     | MF       | Sander Kartum        |
| 28  | Schottland   | TW       | Zander Clark         |
| 29  | Albanien     | MF       | Sabah Kerjota        |
| 30  | Schottland   | TW       | Ryan Fulton          |
| 31  | Irland       | AB       | Oisin McEntee        |
| 32  | Schottland   | AB       | Adam Forrester       |
| 37  | Gambia       | ST       | Musa Drammeh         |
| 77  | Costa Rica   | ST       | Kenneth Vargas       |
| 89  | Griechenland | ST       | Alexandros Kyziridis |

### Verliehene Spieler
| Nr. |            | Position | Name          |
| --- | ---------- | -------- | ------------- |
| 23  | Schottland | AB       | Lewis Neilson |

| Nr. |            | Position | Name          |
| --- | ---------- | -------- | ------------- |
| 25  | Schottland | AB       | Macaulay Tait |

## Bekannte ehemalige Spieler
- Craig Beattie
- Colin Cameron
- Mark de Vries
- Stephen Elliott
- Thomas Flögel
- Craig Gordon
- Paul Hartley
- Sandy Jardine
- Arkadiusz Klimek
- Dawid Kucharski
- Craig Levein
- Neil McCann
- Kevin McKenna
- Gary Naysmith
- Antti Niemi
- David Obua
- Steven Pressley
- Rudolf Skácel
- Donis Avdijaj

## Trainer
- 1901–1903: Peter Fairley
- 1903–1908: William Waugh
- 1908–1909: James McGhee
- 1910–1919: John McCartney
- 1919–1935: Willie McCartney
- 1935–1937: David Pratt
- 1937–1940: Frank Moss
- 1941–1951: David McLean
- 1951–1966: Tommy Walker
- 1966–1970: John Harvey
- 1970–1974: Bobby Seith
- 1974–1977: John Hagart
- 1977–1980: Willie Ormond
- 1980–1981: Bobby Moncur
- 1981: Tony Ford
- 1982–1990: Alex MacDonald
- 1990–1993: Joe Jordan
- 1993–1994: Sandy Clark
- 1994–1995: Tommy McLean
- 1995–2000: Jim Jefferies
- 2000–2004: Craig Levein
- 2004–2005: John Robertson
- 2005: George Burley
- 2005–2006: Graham Rix
- 2006–2007: Valdas Ivanauskas
- 2007–2008: Anatoliy Korobochka
- 2008: Stephen Frail
- 2008–2010: Csaba László
- 2010–2011: Jim Jefferies
- 2011–2012: Paulo Sérgio
- 2012–2013: John McGlynn
- 2013–2014: Gary Locke
- 2014–2016: Robbie Neilson
- 2016–2017: Ian Cathro
- 2017–2019: Craig Levein
- 2019–2020: Daniel Stendel
- 2020–2023: Robbie Neilson
- 2023: Frankie McAvoy
- 2023–2024: Steven Naismith
- 2024–2025: Neil Critchley
- seit 2025: Derek McInnes